# 高取山 (兵庫県)

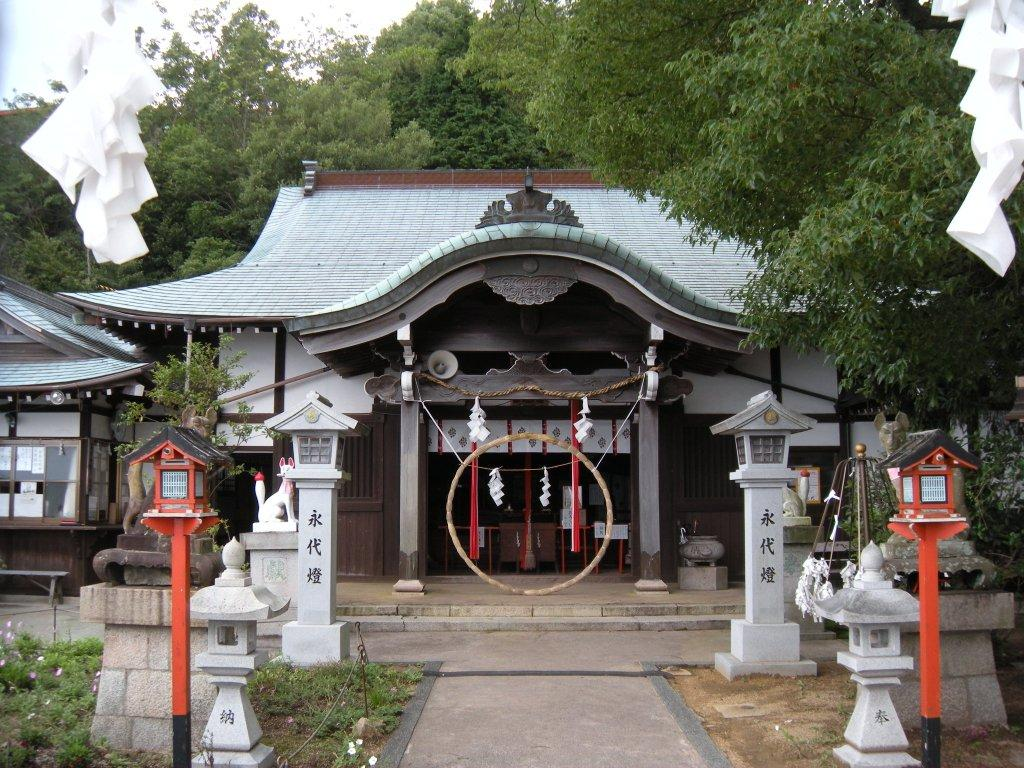
頂上にある高取神社の本殿

高取山（たかとりさん）は、兵庫県神戸市須磨区と長田区の区界に存在する山である。標高328 m。「たかとりやま」とも呼ばれるようだが、地元民は「たかとりさん」と称している。六甲山地の山の中では西側に位置し、六甲全山縦走路のうちの一つである。

## 命名由来
古名は「神撫山（かんなでやま）」という。現在は高取山と呼ばれているが、長田区の民話においては山全体が水没した際に大きな松に絡んだタコを捕獲したということから「タコ取り山」と名づけられたという説がある。また、昔には鷹が巣をかけることがあり、その鷹を捕獲する山の意味で「鷹取山」と呼ばれていたものが、江戸時代中期以降、山麓地域への年貢の賦課の厳しさから、「鷹」を「高」に変えたなどともいわれる。

## 主な登山ルート
妙法寺 - 高取山 - 丸山・長田・板宿
妙法寺より市街を抜けて横尾山へ、丸山からは鵯越を越えて菊水山へと登山するルートがあり、高取山のみ登山するのではなく縦走する登山者も多い。最も多く、かつ一般的に利用されているルートは、高取神社の参道でもある長田・西代・板宿方面からの山頂往復で、このルートは比較的整備されている。

## 近隣施設
- 高取神社
- 高取大明神
- 白川大明神
- 茶屋
  - 月見茶屋
  - 潮見茶屋
  - 安井茶屋
  - 中の茶屋
  - 清水茶屋

## 近辺の山
- 横尾山